# ФК Зора Спуж
Фудбалски клуб Зора црногорски је фудбалски клуб из Спужа, који се тренутно такмичи у Трећој лиги Црне Горе — Центар. Зора спада у старије црногорске фудбалске клубове, основана је 1922. године. 

## Историја
Први Спортски клуб у Спужу био је „Србобран“, а након њега настало је у међуратном периоду неколико екипа, међу којима: „Његош“, „Хајдук“ као и неке друге мање екипе.
Прво радничко спортско друштво „Србобран“ формирано је на иницијативу браће Ананија и Димитрија Жарића. Клуб је од 1922. до 1937. године носио ово име, након чега долази до пасивизирања и прекида рада. Касније настаје „Његош“, па омладински клуб „Хајдук“. Прву лопту Спужанима поклонио је Милан – Мијо Бецић, кажу да је био предратни репрезентативац Југославије, али о томе не постоје историјски извори који то потврђују.

### Настанак
Према забиљеженим казивањима Станка Бралетића, који је непосредно учествовао у тим историјским догађајима у Спужу, оснивачи СК Србобран, заљубљеници у фудбалску игру, окупили су се у љето те 1922. године и разговарали о потреби да се организовано баве фудбалом и оснују клуб. Овај догађај сврстао је Спуж у ред утемељивача црногорског фудбала, и у једно од ”најстаријих фудбалских села” у Црној Гори. 
У казивањима актера тих догађаја, наглашава се, да су се спушки ”лоптачи” окупили. На том, историјском скупу, коме је присуствовао велики број Спужана, основан је Спорт клуб Србобран. Тако је овај клуб тада имао примарни циљ, организацију спортских и других свечаности, као и културно – просвјетног рада у Спужу и околини, поводом важних светковина. Србобран тада, као приоритет није имао фудбалску активност, већ му је циљ био масовнија окупљања младих и њихова едукација са одређеном политичком позадином. По некима је, име клубу дато, очигледно, ”с одређеним политичким циљем”.

### Послератна обнова
Под именом Зора клуб је 1954. године, и први пут званично регистрован, увођењем у регистар спортских организација, чиме је стекао право да учествује на званичним такмичењима. Унутар спортских и других структура у Спужу, тог љета, воде се живи разговори о могућностима Спужа да формира и одржава фудбалски клуб. Свјесни колики су проблеми који ће пратити рад и такмичење, у тимкруговима разговара се о: финансијама, игралишту, опреми, играчком кадру и другим проблемима који прате рад свих фудбалских клубова. Након тога Зора је била у успону. Прву сезону 1954/55. Зора се такмичила у Титоградском подсавезу, група-Сјевер и завршиила је на другом мјесту. У сезони 1956/57. године, због реорганизације такмичења у републичкој лиги, формирају се двије групе, и то сјеверна и јужна. Зора се такмичила у јужној групи Титоградског подсавеза са екипама Бокеља, Игала и Јаворка из Никшића. Те сезоне Зора је заузела посљедње, четврто мјесто, са једним освојеним бодом, уз један реми и пет пораза. За опстанак у Подсавезу играли су Зора и Поштар из тадашњег Титограда. Прва утакмица играна је у Спужу 16. јуна, а реванш у Титограду, седам дана касније, 23. јуна. Фудбалери Зоре били су успјешнији у тим утакмицама, па су се и наредне сезоне такмичили у Титоградском подсавезу.

### Највећи успјех
Зора је кроз квалификације, након убједљиве побједе над Ибром у Рожајама од 7:1 изборила по први пут статус Републичког лигаша. Након пласмана у Републичку лигу, у љето те 1966. године, одржана је Скупштина Клуба, на којој је изабрано ново руководство. Од ове сезоне, око фудбалера Спужа окупљен је био већи број људи, који су могли, свако на свој начин да помогну. Међутим, одмах на почетку, ново руководство било је суочено са бројним проблемима. Поред хроничне беспарице, клуб није имао услове за такмичење у Републичкој лиги, нијесу постојале свлачионице, а ни игралиште није било ограђено. Међутим, деби Спужана у Републичкој лиги у сезони 1966/67. године окончан је успјешно јер је, упркос бројним недаћама, екипа остварила опстанак у лиги, што је био и примарни циљ, а што је мало ко у Спужу очекивао на почетку такмичења. 

### Извори и литература
- http://vbcg.vbcg.me/scripts/cobiss?ukaz=DISP&id=1743176637048118&rec=2&sid=1%5B%5D